# Mississippi Veterans Memorial Stadium
Le Mississippi Veterans Memorial Stadium est un stade de football américain situé à Jackson dans le Mississippi.
Appartenant à l'État, le Veterans Memorial Stadium est le terrain de jeu des Tigers de Jackson State, mais également l'hôte du championnat de football de la Mississippi High School Activities Association se tenant chaque année à l'automne. D'autres événements se déroulent dans cette enceinte, comme des concerts ou des matchs amicaux de la National Football League.

## Histoire
Après avoir initialement été construit en 1941 avec des tribunes des deux côtés du terrain, le coin nord-ouest a été édifié en 1980 afin d'augmenter le nombre de places à sa taille actuelle (60 492). Jusqu'à la récente expansion du Vaught-Hemingway Stadium à Oxford, le Veterans Stadium était le plus grand complexe sportif dans le Mississippi.

## Événements
- Egg Bowl, 1973 à 1990
- Drum Corps International World Championship, 1993
- Magnolia Gridiron All-Star Classic, depuis 2005

## Galerie

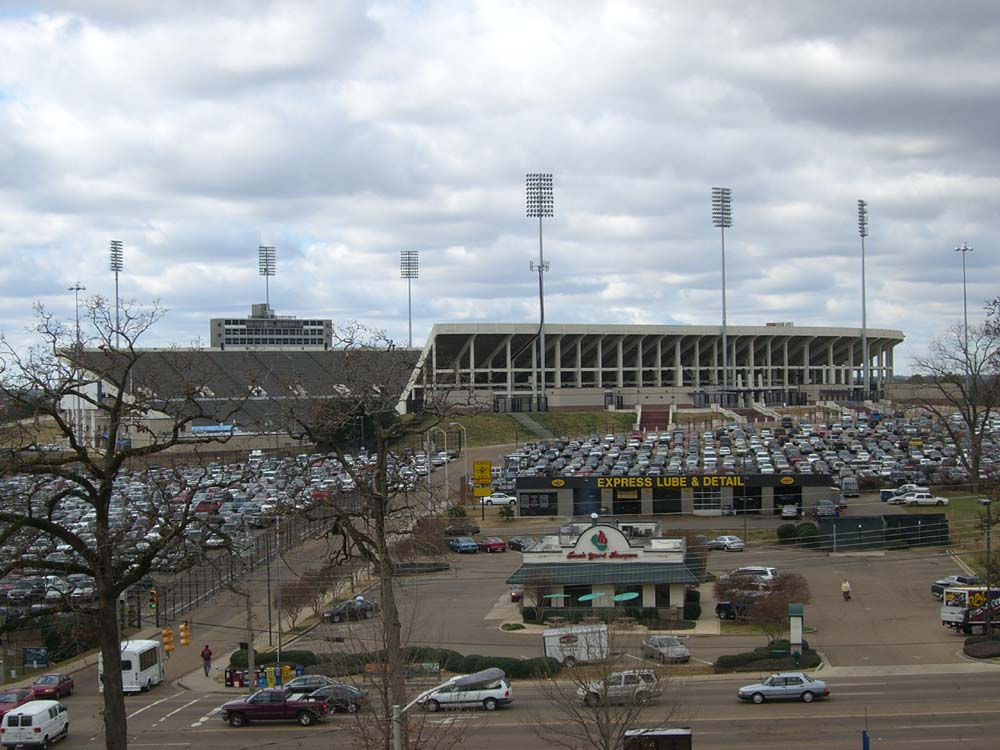